# José María Caro Rodríguez
José Maria Caro y Rodriguez, (Pichilemu, 23. lipnja 1866. – Santiago da Chile, 4. prosinca 1958.), čileanski biskup i kardinal, sluga Božji. U tijeku je kauza za njegovo proglašenje blaženim.
Kao biskup, snažno se protivio utjecaju masona na moderno društvo. Napisao je nekoliko antimasonskih pamfleta, od kojih je najpoznatija Otkrivena tajna masona.